# زين العابدين شاه (سلطان فهغ)
السلطان زين العابدين شاه بن السلطان محمود شاه (توفي 1555) هو سلطان فهغ السابع، حكم من 1540 إلى 1555. تولى الحكم بعد وفاة أخيه الأكبر مظفر شاه عام 1540.

## فترة حكمه
بعد وفاة محمود شاه آخر سلاطين ملقا في عام 1528، انضمت فهغ إلى خليفته علاء الدين ريات شاه الثاني الذي أسس سلطنة جوهر لطرد البرتغاليين من شبه جزيرة ملايو. جرت محاولتان في عام 1547 في موار و1551 في ملقا. لكن اضطرت قوات فهغ وجوهر إلى التراجع في كلتا المناسبتين.
توفي في عام 1555، تزوج مرتين، وأنجب ثمانية عشر طفلًا، وخلفه ابنه الأكبر راجا منصور.